# ألان كولمان (كاتب)
ألان كولمان (بالإنجليزية: Alan Coleman)‏ هو كاتب سيناريو بريطاني، ولد في 28 ديسمبر 1936 في Castle Bromwich ‏ في المملكة المتحدة، وتوفي في 10 ديسمبر 2013 في سنترال كوست في أستراليا.

## وصلات خارجية
- ألان كولمان على موقع IMDb (الإنجليزية)
- ألان كولمان على موقع كينوبويسك (الروسية)